# 3-乙酰丙醇
3-乙酰-1-丙醇是一种有机化合物，分子式C5H10O2。

## 性质
无色透明液体。与水混溶，溶于乙醇、乙醚。相对密度1.0071（20°C）。沸点208°C（97.325 kPa，分解）。折射率1.4390。在大气压下蒸馏时发生环化。低毒。

## 制备
1、由2-甲基呋喃在氯化钯催化下於0.049～0.0245 MPa压力、16～34°C和酸性溶液中氢解而得。经减压蒸馏得成品。
2、由一定配比的γ-丁内酯与乙酸在350～390°C下催化合成。

## 用途
用作有机合成和医药中间体，用于合成抗疟药盐酸氯喹。